# باچکی سوکولاتس
باچکی سوکولاتس (به صربی: Bački Sokolac) یک روستا در صربستان است که در Bačka Topola Municipality واقع شده‌است. باچکی سوکولاتس ۶۰۹ نفر جمعیت دارد.